# Павел Ингилизов
Павел Гаврилов Ингилизов е български юрист от първата половина на XX век.

## Биография
Павел Ингилизов е роден в малешевското градче Пехчево, тогава в Османската империя, днес в Северна Македония, в семейството на Гаврил Ингилизов, който е убит от сръбските власти през 1915 година.  Брат е на дееца на ВМРО Благой Ингилизов. В 1907 година завършва с двадесет и втория випуск Солунската българска мъжка гимназия.
Участва в Първата световна война като запасен подпоручик в Единадесета пехотна македонска дивизия. Награден с ордени „За военна заслуга“, V степен и „За храброст“, II степен.
В 1918/1919 година е учител в Струмишката гимназия.
Работи като адвокат. След Деветосептемврийския преврат е арестуван от комунистическите власти. Лежи в трудови лагери и затвори. Негова движима и недвижима собственост в Благоевград е отчуждена в полза на държавата.